# Bosquerola de tres ratlles
La bosquerola de tres ratlles (Basileuterus trifasciatus) és una espècie d'ocell de la família dels parúlids (Parulidae) que habita el sotabosc de la selva humida del sud-oest de l'Equador i nord-oest del Perú.